# Яшина Лариса Іванівна
Лариса Іванівна Яшина (28 лютого 1941, Пенза — 7 листопада 2020) — радянський і російський поет, член Спілки письменників Росії (1992) та Спілки журналістів СРСР — Росії (1980), лауреат літературних премій.

## Життєпис
Лариса Яшина народилася 28 лютого 1941 року в Пензі в сім'ї службовців. Рано втратила батька. Їй було 2 роки, коли він загинув на фронті в 1943 році. Ця подія справила серйозний вплив на її творчість: тематика німецько-радянської війни займає значне місце в її творчості.
Вірші почала писати в шкільні роки, навчаючись у третьому класі. Перші вірші були на найрізноманітніші теми, в тому числі політичні (боротьба за мир тощо). У березні 1953 року в районній газеті «За високий урожай!» Путятинського району Рязанської області було опубліковано її перший вірш (12-річна Лариса Яшина в цей час навчалася в п'ятому класі).
Навчаючись у старших класах середньої школи, Лариса Яшина з 1956 року стає позаштатним кореспондентом газети «Молодий ленінець» (м. Пенза) і бере участь у діяльності одного з молодіжних літературних об'єднань при Пензенській обласній організації Спілки письменників СРСР. Друкувалася в пензенських обласних газетах, альманасі «рідна Земля», брала участь у Пензенському обласному поетичному семінарі.
У 1958 році Лариса Яшина закінчила із золотою медаллю середню школу № 1 імені В. Г. Бєлінського (м. Пенза), в 1963 році — Пензенський політехнічний інститут, потім аспірантуру при кафедрі «Матеріалознавство» цього ж інституту. Близько 20 років (до вересня 1984 року) вона викладала матеріалознавство в Пензенському політехнічному інституті.
Працюючи в політехнічному інституті, Лариса Яшина керувала студентською літературною групою «Варяги», була редактором університетської газети «За інженерні кадри». Її діяльність була відзначена низкою нагород по лінії комсомолу, в тому числі Почесною грамотою ЦК ВЛКСМ.
З 1986 по 1999 роки. Лариса Іванівна працювала в Пензенській обласній філармонії як майстер художнього слова. Вона брала участь у створенні цілого ряду концертних програм в Пензі та районах Пензенської області, продовжувала писати вірші, працювала з поетами-початківцями, співпрацювала з ветеранськими організаціями, вела різні конкурси (частівок, народної пісні тощо). У цей же період часу вона написала ряд пісень для вистав Пензенського обласного драматичного театру і Пензенського лялькового театру «Орлятко». Друкувалася в центральних і пензенських газетах, журналах, альманахах, колективних поетичних збірках.
Після виходу на пенсію працювала в Об'єднанні літературних музеїв Пензенської області та Пензенської обласної бібліотеки імені М. Ю. Лермонтова.
Вірші Лариси Яшиної опубліковані в цілому ряді колективних поетичних збірок, випущених в Москві, Саратові і Пензі. У Пензі також видано понад 10 авторських збірок поетеси.
Жанр більшості творів Лариси Яшиної — лірика. Помітне місце в її творчості посідають любовні мотиви, проблеми людських відносин, військова тематика. У віршованих прийомах нерідко зустрічаються народно-пісенні мотиви.

## Оцінки творчості
В рецензії на збірку «Початок», опублікованій у газеті «Літературна Росія» (№ 37, 1974 р.), зазначалося:

«Вірші Л. Яшиної… завидно відрізняються від більшості добірок … і майстерністю, і високим емоційним настроєм. Властиве талантові Яшиної сильне художнє уявлення дозволило їй до антології творів про Зою Космодем'янську вписати свою сторінку: її „Зоя“ — це вірш, у якому життєвий факт і поетичний вимисел дали сплав для глибокого філософського узагальнення.» 
У сучасній «Літературній газеті», в рубриках «Губернські сторінки» та «Літературний кур'єр» також згадєються творчість Лариси Яшиної та її нові твори. Сама поетеса оцінюється газетою як «відомий літератор». Негативно оцінює творчість Лариси Яшиної в журналі «Новый мир» поет Дмитро Кузьмін:

Літературних премій в Росії досить багато, але про більшість з них ми, на щастя, ніколи не чули. Однак «Літературній газеті», наприклад, не соромно повідомляти про те, що якась поетеса Яшина удостоєна Лермонтовської премії за вірші, наприклад, такі: «Як же всеядно зло, / Але твердо засвоїла я: / Перехрещу чоло — / Кривдникам Бог суддя».

Високі оцінки творчості Лариси Яшиної багаторазово зустрічаються в пензенському
літературному журналі «Сура», у відгуках пензенських письменників і поетів, а також у регіональних засобах масової інформації.
Творчість Лариси Яшиної досить високо оцінюється і владою Пензенської області. У 2011 році поетеса першою з пензенських літераторів була удостоєна вищої регіональної нагороди — почесного знака губернатора «Во славу землі Пензенської».
27 лютого 2013 року після довгої перерви Л. І. Яшина з'явилася на публіці і виступила на презентації журналу «Сура» (№ 1, 2013), в якому представлені нові творчі плани.

## Цікаві факти

Камінь з віршами Лариси Яшинїй біля пам'ятника «Проводи» в Пензі

Фрагмент вірша Лариси Яшиної, присвячений пензенцям — учасникам німецько-радянської війни увічнили на двох військових меморіалах в Росії — в Пензі та Москві (Зеленограді)

Колонны шли за горизонт,
Где ты, земляк наш, только не был…
Отсюда начинался фронт,
Отсюда виделась Победа.

### Пенза
У Пензі зазначений фрагмент вірша Лариси Яшиної вибитий на пам'ятному знаку, встановленому поруч з пам'ятником «Проводи» роботи скульптора Володимира Курдова. Цей пам'ятник розташований на місці, де в роки Другої світової війни перебував призовний пункт. З цього призовного пункту пішли на фронт більше шести тисяч пензенців.
Пам'ятний знак з віршами Яшиної являє собою великий природний камінь, в який вмонтована розкрита книга, виконана з чорного мармуру. На сторінках мармурової книги вибитий наведений текст строфи. Вірші Лариси Яшиної і форма їх увічнення отримали високу оцінку з боку пензенців — учасників німецько-радянської війни.

### Москва (Зеленоград)
У Зеленограді, аналогічний фрагмент вірша Лариси Яшиної вибитий на гранітній стелі, яка привезена з Пензи і встановлена біля пам'ятного знаку «Рубіж-41» — поруч з Ленінградським шосе, на початку Панфиловського проспекту на місці запеклих боїв Московської битви.
Ініціатива встановлення в Зеленограді стели з віршами Яшиної була висунута пензенськими учасниками німецько-радянської війни. Головним чином — ветеранами 354-ї стрілецької дивізії, що формувалася в Пензі і героїчно билася з ворогом в боях за село Матушкіно в 1941 році на території сучасного Зеленограда). Ця ідея була підтримана пензенською та зеленоградською владою. Сама стела з віршами була встановлена в 1991 році в дні святкування 50-річчя перемоги в Московській битві.

## Звання та нагороди
- Член Спілки журналістів СРСР — Росії (1980)[12].
- Член Союзу письменників Росії (1992).
- Двічі Лауреат Всеросійської літературної премії імені М. Ю. Лермонтова (2005, 2007)[13][14][15].
- Лауреат Міжнародної літературної премії імені К. М. Симонова з врученням Золотої медалі (за цикл віршів Антології сучасної поезії «Созвучьє слів живих» т. 5, М, 2010 р.) (2011).
- Лауреат премії «Майстер» літературного конкурсу «Гранатовий браслет» (2009).
- Лауреат премії Пензенського комсомолу (1981).
- Лауреат премії Міністерства культури Пензенської області[4]
- Нагороджена вищою регіональною державною нагородою Пензенської області — Почесним знаком Губернатора Пензенської області «Во славу пензенської Землі» (2011)[9].
- Нагороджена вищою муніципальної нагородою м. Пензи — Пам'ятним знаком «За заслуги у розвитку міста Пензи» (2016)[16][17].
- Нагороджена громадською нагородою — орденом «В ім'я життя на Землі» (2009).